# ALL (gruppo musicale)
Gli ALL sono un gruppo punk rock di Fort Collins, Colorado, formato dai membri dei Descendents Bill Stevenson, Karl Alvarez e Stephen Egerton.

## Storia

### Inizi ed anni della Cruz Records
Gli ALL si formano nel contesto suburbano di Los Angeles nel 1987, quando Milo Aukerman, il componente principale dei Descendents, lascia il gruppo per iscriversi ad un corso di laurea in biochimica, provocando alla band uno stop forzato. I membri rimanenti, il chitarrista Stephen Egerton, il bassista Karl Alvarez ed il batterista Bill Stevenson, decidono di fondare una nuova band, adottando il titolo dell'ultimo lavoro di studio dei Descendents, ALL.
Coinvolgendo Dave Smalley, già cantante dei Dag Nasty e dei DYS, gli ALL pubblicarono i loro primi due lavori nel 1988: Allroy Sez e l'EP Allroy for Prez (entrambi distribuiti da Cruz Records) che ebbero un riscontro critico favorevole. Nel 1989 Smalley lasciò il gruppo, e venne inserito come prima voce Scott Reynolds. Con quest'ultimo gli ALL pubblicarono altri quattro album: nel 1989 Allroy's Revenge (che includeva il celebre singolo She's My Ex), nel 1990 Allroy Saves, nel 1992 Percolater, e, sempre nel 1990, l'album live Trailblazer. 
Vivere con gli ALL era tutt'altro che facile; il gruppo viveva in un piccolo complesso di uffici (così come descritto dalla canzone di Scott Reynolds "Box") ed i tour si mostravano incessanti. Alla fine, la band si trasferì a Fort Collins, in Colorado: questa città, essendo più centrale rispetto alla precedente, fece diventare gli spostamenti in tour verso le coste est ed ovest molto più semplici. Ma il continuo sforzo concertistico provocò l'abbandono di Reynolds, che lasciò la formazione nel 1993, e fu rimpiazzato da un nuovo cantante, Chad Price. L'album seguente, Breaking Things, fu pubblicato nel 1993 e ricevette riscontri positivi dalla critica, e le canzoni Guilty e Shreen furono edite come singoli.

### Gli anni della major
Successivamente gli ALL firmarono per la major Interscope Records, pubblicando nel 1995 Pummel, ma dispute riguardanti il marketing e la promozione del lavoro portarono presto al termine della relazione contrattuale. La canzone "Million Bucks" uscì come singolo con relativo video, ma l'album ebbe recensioni constrastanti, sia tra i critici che nei fan. Poco dopo gli ALL firmarono con la Epitaph Records.
In questo momento Milo Aukerman, ora divenuto a tempo pieno biochimico, rientrò nei Descendents, i quali registrarono successivamente l'album del ritorno Everything Sucks, anch'esso su Epitaph. Stevenson, Alvarez, e Egerton continuarono l'attività concertistica con entrambe le band, e alla fine nel 1998 registrarono l'acclamato album Mass Nerder, e nel 2000 il seguente Problematic. Nel 2002 uscì poi il live Live Plus One, contenente pezzi di entrambe le formazioni.
Nel 2004 Bill Stevenson ha poi rilasciato un'intervista secondo la quale gli ALL avevano risolto il contratto con la Epitaph Records, ed il materiale successivo della band sarebbe uscito per l'etichetta di proprietà dello stesso gruppo, la Owned & Operated Records.

### Futuro
Gli ALL stanno lavorando attualmente su due nuovi album, ma non è stata stabilita nessuna data d'uscita. Il primo lavoro è stato scritto e parzialmente registrato nel 2002, mentre la band stava il disco dei Descendents Cool to Be You. Sembra che contenga tracce inedite sul classico stile della band, mentre il secondo dovrebbe essere più sperimentale, con un'enfasi particolare per la parte strumentale.
Attualmente gli ALL sono in un periodo di inattività, mentre i membri stanno lavorando su altri progetti in giro per il Paese. Bill Stevenson e Karl Alvarez vivono entrambi a Fort Collins, in Colorado; Stevenson sta suonando con gli Only Crime ed i The Lemonheads, oltre a gestire il suo studio di registrazione The Blasting Room, mentre Alvarez ha suonato il basso nell'album del 2006 dei Lemonheads, ed è andato in tour con i Gogol Bordello. Stephen Egerton vive oggi a Tulsa, in Oklahoma con la sua famiglia, amministrando anche lui il proprio studio musicale, la Armstrong Records, e sta registrando un nuovo progetto con il precedente cantante Scott Reynolds. Chad Price suona correntemente nella band country Drag the River.

## Rapporti con i Descendents
Da quando Aukerman è ritornato nei Descendents, entrambe le band hanno continuato a coesistere.
Sebbene vi sia una definita somiglianza nello stile musicale delle band, i Descendents hanno dimostrato di essere maggiormente popolari degli ALL. La band spesso rimarca il fatto che le proprie canzoni sono in effetti così simili da essere considerate scritte dalla stessa mano: spesso le canzoni dei Descendents terminano come alcune degli ALL e viceversa. Inoltre nei concerti i Descendents eseguono spesso canzoni degli ALL.

## Formazione

### Formazione attuale
- Bill Stevenson - batteria
- Stephen Egerton - chitarra
- Karl Alvarez - basso
- Chad Price - voce (dal 1993)

## Ex componenti
- Dave Smalley - voce (1987-1989)
- Scott Reynolds - voce (1989-1993)

## Discografia

### Album in studio
- 1988 - Allroy Sez
- 1989 - Allroy's Revenge
- 1990 - Allroy Saves
- 1991 - New Girl Old Story
- 1992 - Percolater
- 1993 - Breaking Things
- 1995 - Pummel
- 1998 - Mass Nerder
- 2000 - Problematic

### EP
- 1988 - Allroy for Prez

### Singoli
- 1989 - She's My Ex
- 1992 - Dot
- 1994 - Shreen
- 1994 - Guilty

### Raccolte
- 1999 - ALL

### Live
- 1989 - Trailblazer
- 2001 - Live Plus One

### Apparizioni in compilation
- 1998 - A Compilation of Warped Music
- 2006 - Best of Punk-O-Rama